# 蒙托 (科多尔省)
蒙托（法語：Montot，法語發音：[mɔ̃to]）是法国科多尔省的一个市镇，属于博讷区。

## 地理
蒙托（47°8'28"N, 5°14'45"E）面积7.51 平方千米，位于法国勃艮第-弗朗什-孔泰大區科多尔省，该省份为法国中东部省份，北起奥布省，西接涅夫勒省和约讷省，南至索恩-卢瓦尔省，东南接汝拉省，东临上索恩省，东北部与上马恩省接壤。
与蒙托接壤的市镇（或旧市镇、城区）包括：圣于萨日、特鲁昂、布拉泽昂普莱讷、塔尔。

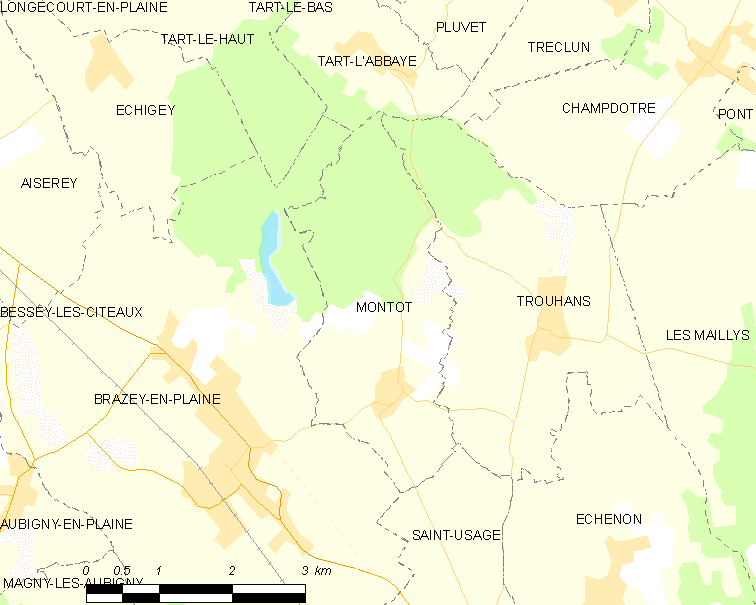
的OSM定位图

蒙托的时区为UTC+01:00、UTC+02:00（夏令时）。

## 行政
蒙托的邮政编码为21170，INSEE市镇编码为21440。

## 政治
蒙托所属的省级选区为布拉泽昂普莱讷县。

## 人口

1962-2008年间人口变化图示

蒙托于2022年1月1日时的人口数量为205人。